# Glosar de termeni referitori la Roma antică
Prezentul glosar conține termeni referitori la Roma antică.

## A

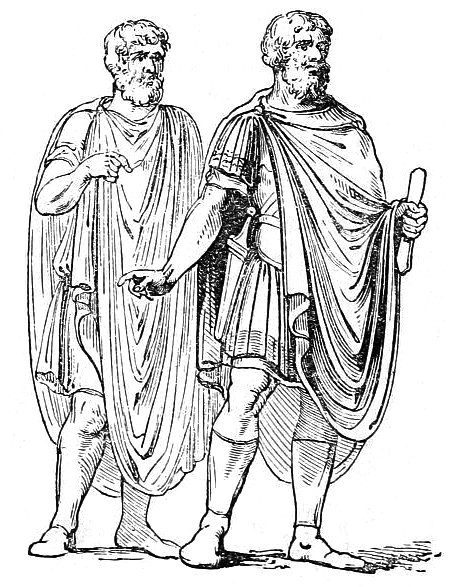
Două persoane purtând abolla

- abolla - manta militară la romani, confecționată din lână groasă, mantaua filozofului.
- accubitum⁠(en)[traduceți] - un fel de canapea folosită pentru relaxare la servirea mesei.
- aedes - orice edificiu, sacru sau profan;
- acta diurna - documente oficiale care conțineau deciziile, dispozițiile Senatului, magistraților sau împăratului; erau afișate în mai multe exemplare, fiind cea mai veche formă de ziar.
- actuar(ius):

- ofițer al armatei romane (sau libert) cu funcții contabilicești, privind inventarele și aprovizionarea unei unități militare.
- scrib care redacta procesele-verbale ale discursurilor pronunțate în Senatul roman sau în adunările politice.
- aedicula - monument funerar în forma de nișă sau de casă în miniatură care adăpostea o statuie sau care avea sculptate fețele interioare ale celor trei pereți.
- aedilis civitatis - edil orășenesc, magistrat de rang superior în sarcină căruia cădeau aprovizionarea, întreținerea apeductelor, drumurilor, edificiilor și jocurilor.
- aerarium - tezaur public la romani, păstrat în templul lui Saturn și administrat de senat.
  - aerarium (stabulum) - cameră subterană întâlnită la castre, temple și alte clădiri publice, pentru păstrat tezaure monetare;
- aerarium militare - tezaurul armatei, reprezenta salariul soldaților.
- ager publicus - fond funciar de stat format în urma confiscărilor de la populația subjugată; aparținea împăratului și era dat în propietate veteranilor.
- agger:

- taluz de pământ, pietre sau arbori ridicat în scop de apărare a orașelor, castrelor, taberelor militare romane;
- terasament constituind drumul de strajă adosat zidului de incintă al castrelor romane de piatră.
- agnomen - supranume primit de un roman în urma unor fapte deosebite; supranume.
- ala - unitate de cavalerie (formată din trupe auxiliare).
- alabaster - vas în formă de pară în care se păstra parfumul.
- alae - vezi domus.
- alar - trupe care făceau parte din flancurile unei armate.
- alma mater - titlu pe care romanii îl dădeau unor zeițe precum Cybele, Ceres.

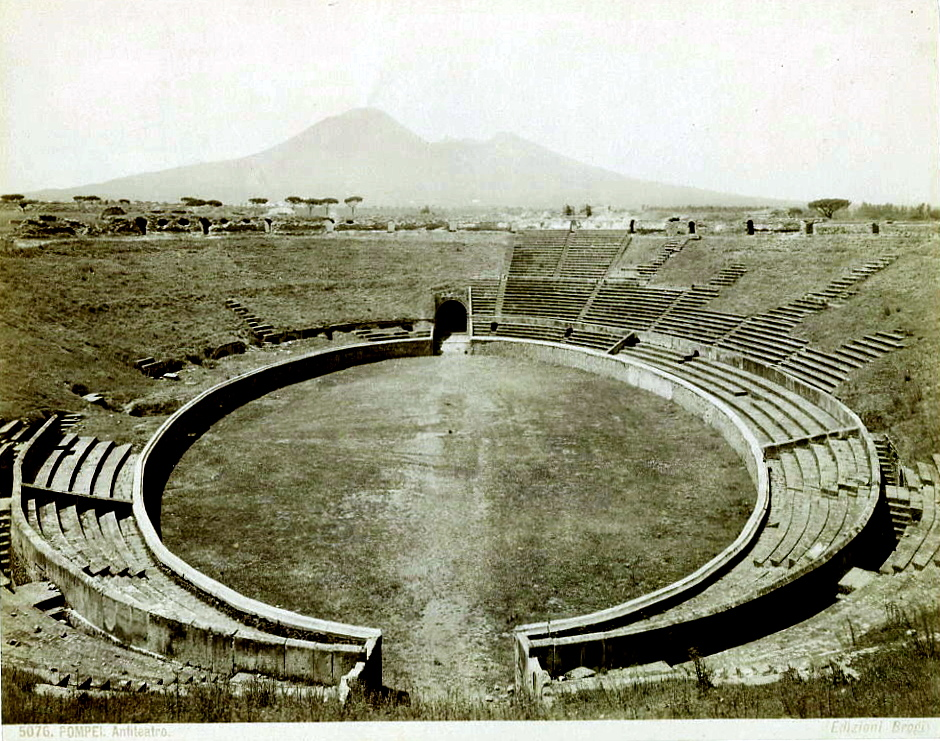
Amfiteatrul din Pompeii

- amfiteatru - construcție elipsoidală, loc destinat spectacolelor cu gladiatori, venationes „lupte cu fiare” și naumachia.
- ampulla⁠(en)[traduceți] - vas mic, rotund, cu două mânere.
- anagnost - sclav în Roma antică însărcinat să facă lectura în timpul mesei sau băii stăpânului.
- anale - scriere istorică în care evenimentele sunt înregistrate an de an.
- ancile⁠(en)[traduceți] - scut oval cu semnificație sacră.
- andabat - gladiator a cărui cască nu avea deschizături pentru ochi, fiind astfel obligat să lupte orbește.
- angusticlavă - fâșie îngustă de purpură cu care era tivită toga romană; togă tivită cu asemenea fâșie.
- annona:

- serviciu de aprovizionare cu produse agricole, creat de Augustus pentru aprovizionarea orașelor, a provinciilor și a armatei;
- totalitatea cotelor (de hrană) distribuite periodic populației Romei;
- impozit cunoscut și sub denumirea de annone militaris, perceput în natură sau în bani, în principal de la populația rurală.
- antipat - proconsul (care avea și funcție de judecător).
- Anul celor patru împărați - perioada cuprinsă între iunie 68 și decembrie 69, când la conducerea Imperiului s-au succedat trei împărați.
- apex - bonetă a flaminilor.
- apoteoză - solemnitate, festivitate prin care un erou sau un împărat era zeificat.
- apeduct (aquaeductus) canal artificial construit pentru aducerea apei, după ce a fost captată într-un rezervor.
- arc de triumf - construcție monumentală, de obicei sub formă de poartă, care a apărut în Antichitatea romană, sub care treceau trupele victorioase la întoarcerea din război sau ridicată pentru comemorarea unor victorii militare.
- arenar - (în Roma antică) nume dat gladiatorilor care luptau în arenă.
- arenarie - nume dat catacombelor romane, considerate greșit, în momentul descoperirii, drept cariere de nisip.
- arenă - (în Roma antică) spațiu circular așternut cu nisip, cu rumeguș etc. din mijlocul unui amfiteatru antic, unde se desfășurau reprezentațiile și luptele.
- arhitectura romană - arhitectură caracterizată printr-un amestec eclectic de stiluri și tehnici (preluate de la greci, etrusci), edificii monumentale, planuri de urbanism elaborate, utilizarea așa-umitului betonului roman etc.; a influențat stiluri ulterioare ca: stilul renascentist, neoclasic, baroc, academic etc.
- armamentarium  - arsenal, depozit in care se pastra armamentul.
- atelier monetar - clădire unde erau fabricate monede.

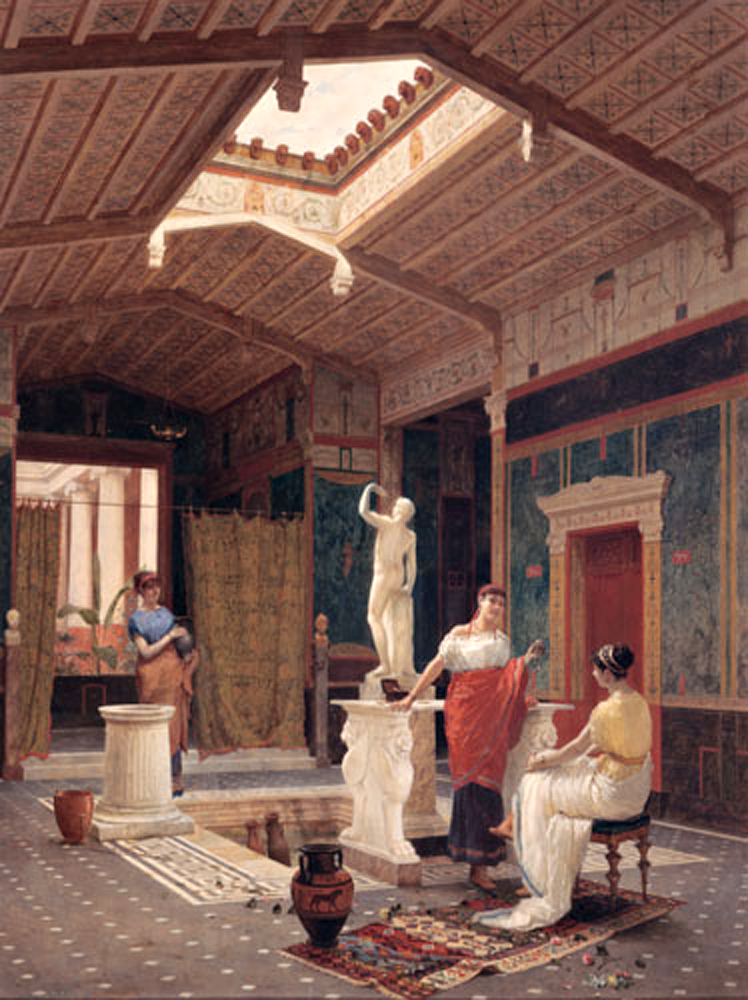
Atrium din Pompeii (reconstituire)

- atriu (sau atrium) - încăperea centrală a caselor romane; în Roma primitivă atriul era o curte interioară a caselor romane (vezi și domus).
- augurat - practică religioasă divinatorie prin care se interpreta voința zeilor pe baza observării semnelor din natură, în special a comportamentului păsărilor.
- august - epitet acordat monarhilor sau membrilor familiilor domnitoare, preamărit, slăvit.
- augustal - preot sau ofițer atașat persoanei împăratului roman, lui Octavianus Augustus.
- aulă - curte în fața locuințelor patricienilor, în jurul căreia erau grupate dependințele.
- auxilia - formațiuni de luptă alcătuite din soldați care nu erau cetățeni romani, constituite din trupe de cavalerie (alae) sau de infanterie (cohortes).
- atriu(m) - curte interioară, de obicei mărginită de portice, neacoperită sau orice astfel de spațiu și alte categorii de edificii romane.
- aureus - monedă emisă începând din timpul lui Iulius Caesar, până când a fost înlocuită prin solidus de către Constantin cel Mare.
- auriga - conducător al unui car de curse.

## B
- balatro - un fel de bufon.

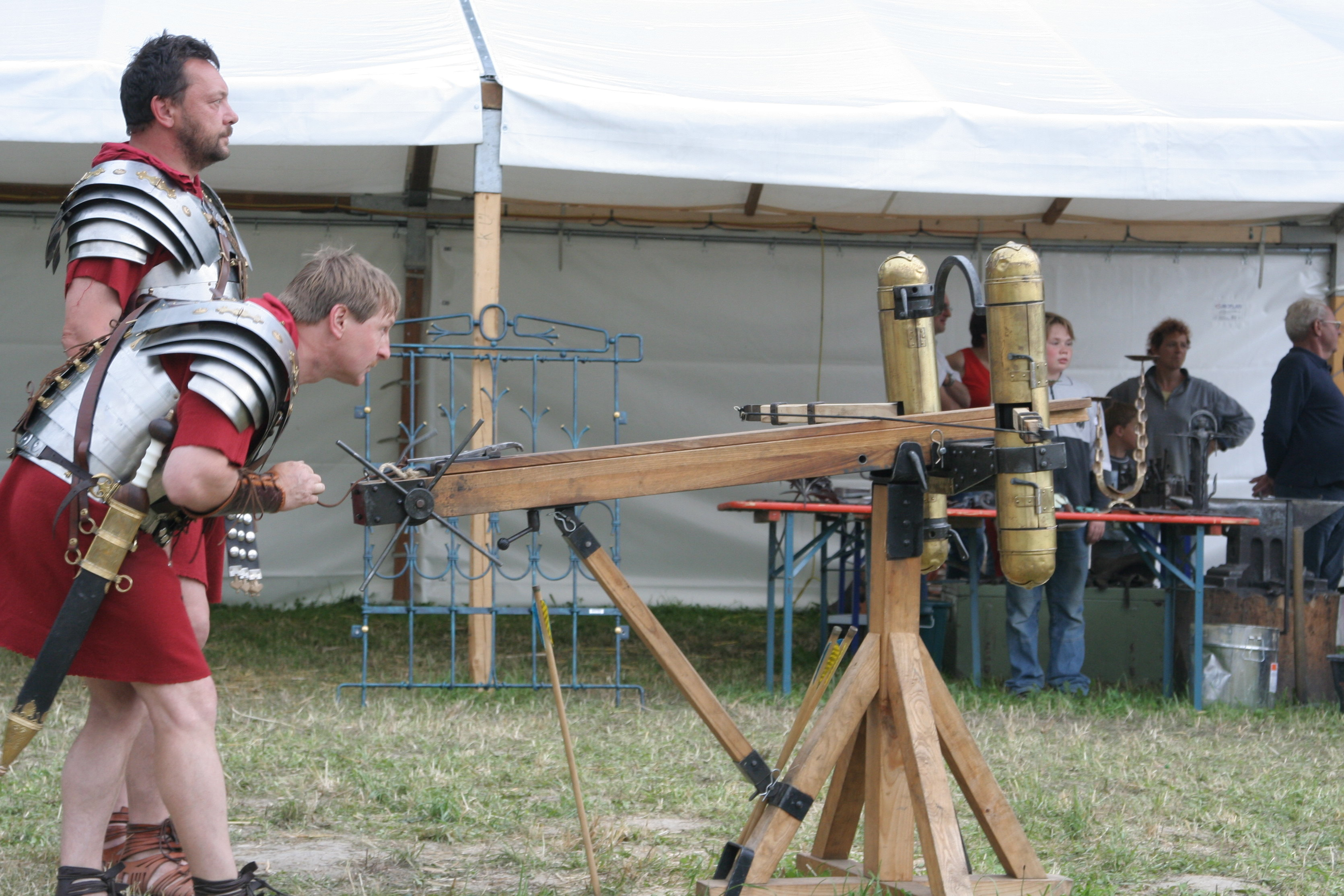
Balistă

- balistă (sau balestră) - mașină de război folosită la aruncarea de bolovani, de butuci etc. asupra (obiectivelor) dușmanului.
- barbar - nume dat de greci și de romani celor de alte naționalități.
- bazilică civilă - clădire publică, de regulă așezată în forum, utilizată ca loc de judecată, pentru adunări, ca bursă comercială etc.
- bestiar - gladiator care luptă cu animale în arenă.
- beton roman - tip de beton caracterizat printr-un amestec special de ciment, nisip și pietriș, care îi permitea să fie mai rezistent decât alte tipuri de beton de la acea vreme și cu care s-au contruit apeducte, poduri și clădiri publice.
- bigă - car de luptă, de obicei cu două roți, tras de doi cai.
- bilon - aliaj de cupru cu foarte puțin argint, rar aur, uneori chiar și staniu, plumb și zinc, folosit la baterea unor monede romane.
- bucchero - vas etrusc din argilă arsă, ornamentat cu benzi în relief și fabricat cu o tehnică specială, care îi conferă un aspect negru lucios.

## C
- caldarium - încăpere în termele romane destinată băilor calde;
- calendarul roman - denumire pentru mai multe sisteme de notare a zilelor, printre care cel mai cunoscut fiind calendarul iulian; dată-origine era 21 aprilie 753 î.Hr. - ziua fondării Romei.
- calende - numele primei zile a fiecărei luni la romani; zi întâi.
- canabae - așezare dezvoltată în vecinătatea castrelor, ai cărei locuitori erau veterani, comercianți și meșteșugari, care își desfășurau activitatea pentru acoperirea necesarului de consum al trupelor.
- canalizarea Romei antice - unul din cele mai vechi sisteme de canalizare din lume și care servea doar pentru evacuarea reziduurilor, ci și pentru tranzitarea apelor pluviale care se scurgeau de pe colinele din oraș prin diferite cursuri de apă mici, evacuarea apelor de infiltrație etc.; sinonim: cloaca maxima.
- candelaria - tip de horreum folosit pentru depozitarea și probabil vânzarea cerii.
- capiște - templu sau altar dedicat diverselor zeități.
- capitatio-iugatio - sistem de impozitare introdus în timpul lui Dioclețian, prin care se stabilea o taxă pe cap de locuitor ("capitatio") și o impozitare a terenurilor agricole ("iugatio").
- capitis deminutio - expresie din dreptul roman care indica completa degradare din drepturile juridice a unui cetățean roman și deci radierea din registrele censului, fapt care ducea automat la sclavie.
- capitolin - care aparține Capitoliului, care se referă la Capitoliu; care este plasat pe Capitoliu.

- capitoline, jocuri ~ - jocuri anuale instituite de Camillus în cinstea lui Jupiter și în amintirea eliberării Capitoliului.

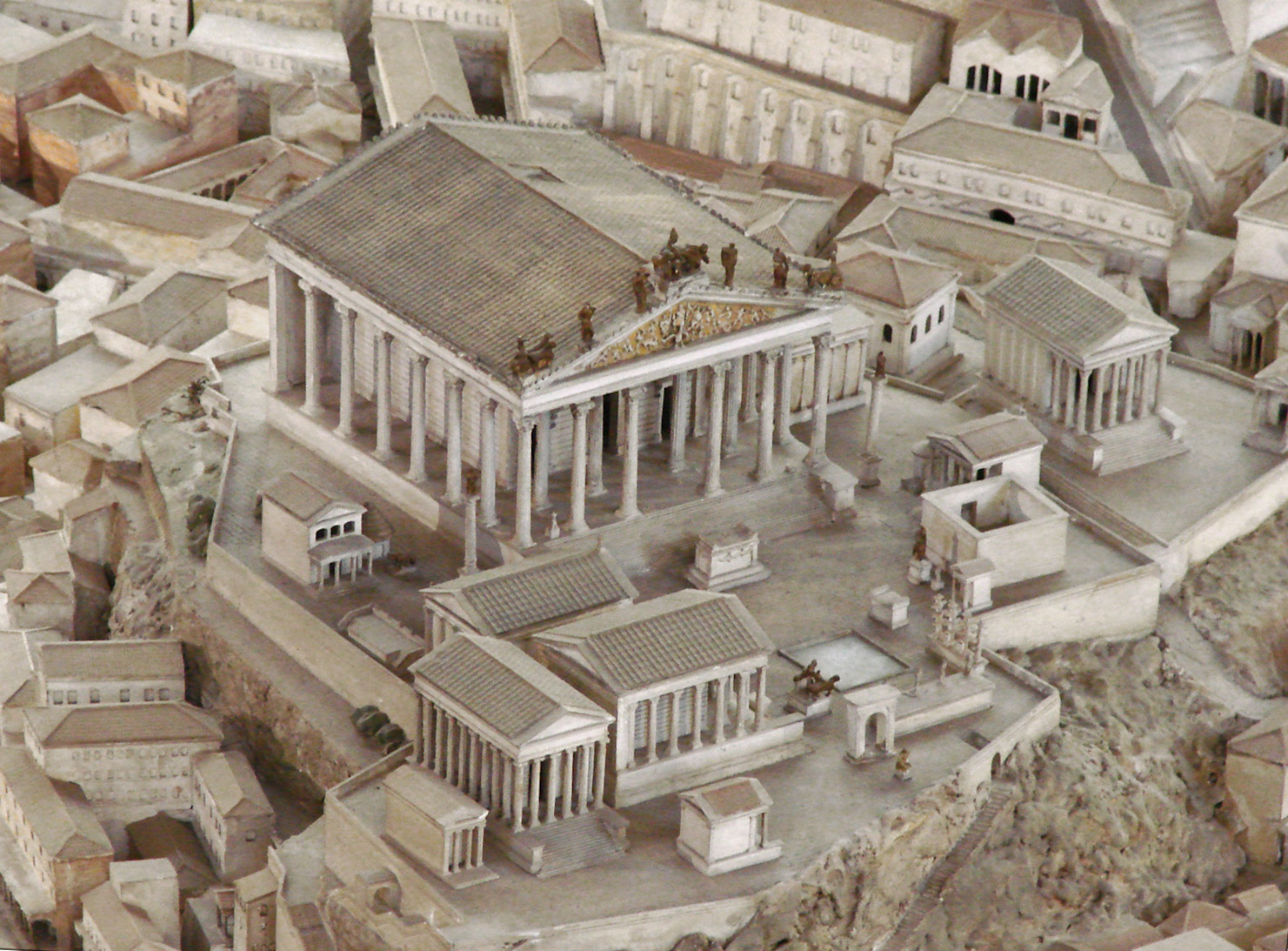
Capitoliul (reconstituire)

- Capitoliu - cea mai mică dintre cele șapte coline pe care a fost construită Roma.
- carcer - închisoare.
- cardo - axă rutieră orientată pe direcția nord-sud, care structurează un oraș roman.

- cardo maximus - denumire primită de cea mai importantă axă cardo dintr-un oraș roman.

- castellum - fortificație de mici dimensiuni, asemănătoare unui castru.
- castru - tabără militară fortificată, ridicată cu scopul apărării frontierelor sau a căilor comerciale sau militare; vezi și castellum.

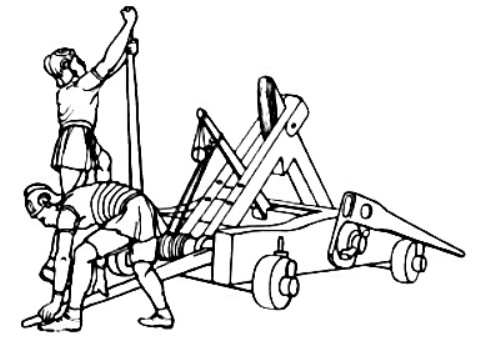
Catapultă romană

- catapultă - mașină de război folosită la aruncarea pietrelor (vezi și balistă).
- castru(m) - tabără militară fortificată, construită de-a lungul căilor de comunicație sau în puncte strategice importante ale Imperiului.
- cavaler - (eques) membru al ordinului ecvestru (ordo equester), inferior ordinului senatorial.
- cella - parte din clădirea unui templu unde se păstra statuia de cult a zeului.
- cela penaria - vezi domus.
- cenaculum - vezi domus.
- cens - recensământ al cetățenilor și al averii lor, efectuat din cinci în cinci ani, pe baza căruia se făcea recrutarea, se fixau impozitele, se exercitau drepturile politice.
- censuar - (sclav) obligat să plătească stăpânului său doar censul.
- centumvir:

- membru al unui colegiu de judecători;
- magistrat dintr-un municipiu sau colonie.
- centurie:

- detașament militar din 100 de ostași (vezi și centurion);
- diviziune politică și administrativă formată din 100 de cetățeni.

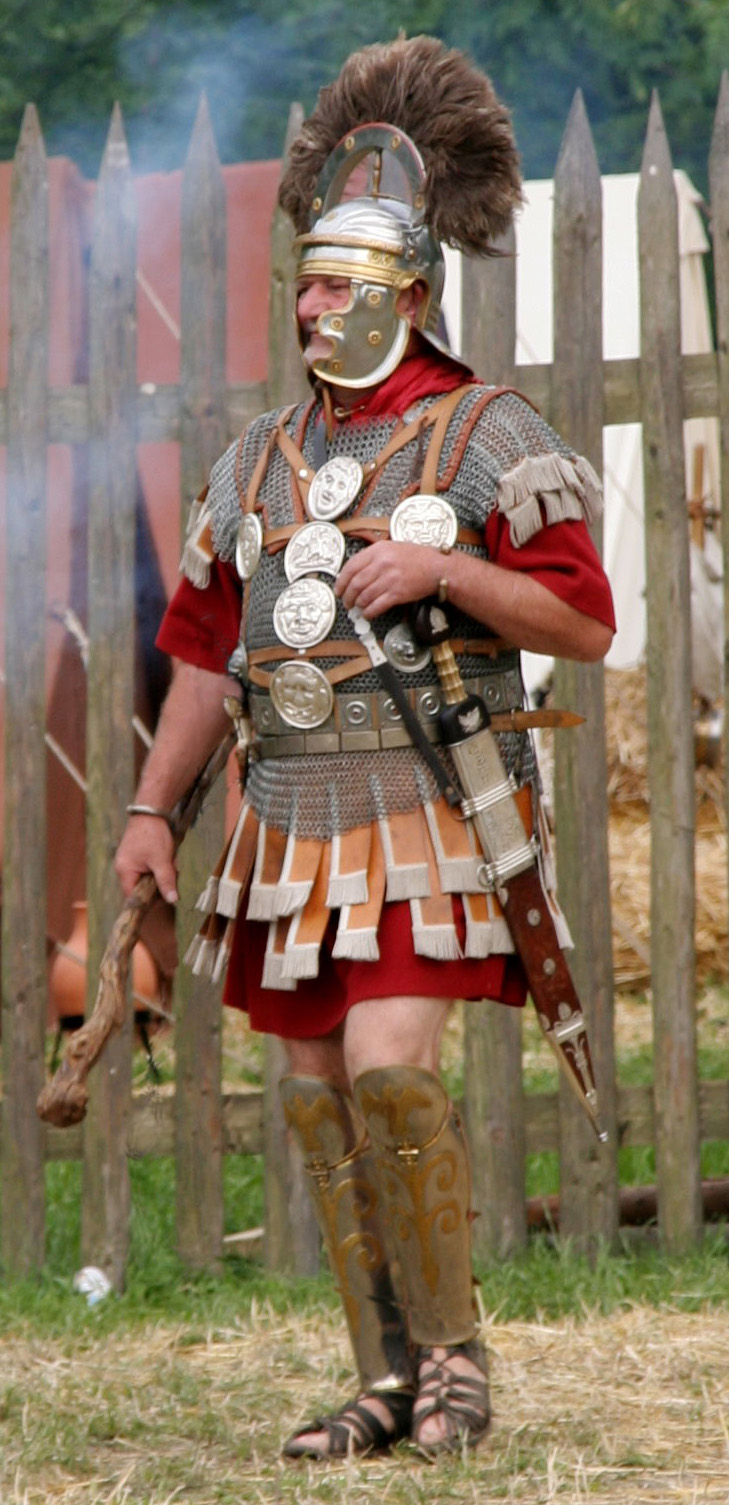
Centurion

- centurion (uneori: sutaș) - ofițer care comanda o centurie.
- cenzor - fiecare din cei doi magistrați însărcinați cu recensământul populației și al averilor, învestiți și cu puterea de a supraveghea moravurile publice, a mustra și a pedepsi pe cei care comiteau fapte reprobabile.
- cerealii - sărbători dedicate zeiței Ceres, care aveau loc între 12 și 19 aprilie.
- cest:

- mănușă de piele, armată cu plumb și cu fier, de care se serveau atleții în luptele pugilistice;
- pugilat.
- Cezar - titlu acordat împăraților romani.
- cezarism - guvernare dictatorială militară, instituită de Caius Iulius Caesar în Roma antică.
- chestor - magistrat care administra finanțele și arhivele statului.
- circ - incintă circulară, neacoperită, în formă de amfiteatru, unde se celebrau jocurile publice (curselor de care, lupte de gladiatori etc.).
- Circus Maximus - stadion destinat curselor cu cai, pentru amuzamentul maselor din Roma antică.
- civitas:

- teritoriul unui trib local neroman și centrul său principal;
- oraș fortificat și cu drepturi speciale.
- civitas romana - cetățenie romană; reprezenta totalitatea drepturilor publice și private prevăzute de constitutia romană.
- clasiar (sau classiarus) - soldat roman care-și facea serviciul în flotă.
- client - om liber care se punea la dispoziția unui patrician, primind în schimb protecție.
- cloaca maxima - vezi canalizarea Romei antice.
- cocciopesto - ("opus signinum") material de construcție asemănător cu mortarium, utilizat mai ales pentru căptușire și tencuială.
- cognațiune - înrudire naturală în vechiul drept roman.
- cognomen - al treilea nume al unei persoane, care indică familia, potrivit vechiului drept roman.
- cohortă - (cohors) subdiviziune a armatei romane, formată din 500 (sau o mie) de oameni (vezi și: legiune, sagittari, numeri).
- collegia - asociere de persoane care aveau aceeași profesie, origine, etnie sau aceeași religie, în scop de ajutor reciproc.
- colon - muncitor agricol care lucra o bucată de pământ luată în arendă.
- colonie - oraș întemeiat de romani în teritoriile cucerite, având rol economic, administrativ și militar.
- colonist - cetățean roman adus, în urma procesului de colonizare a unei provincii nou cucerite.
- colonizarea romană - componentă a procesului de romanizare, prin care autoritățile romane au transferat cetățeni romani în teritoriile anexate.

Colosseum

- Colosseum - (la origine Amfiteatrul Flavian) imens amfiteatru elipsoidal, situat în centrul Romei, cel mai mare construit vreodată în Imperiul Roman.
- Columna lui Traian - monument ridicat de Traian la Roma în amintirea Războaielor Daco-Romane.
- comitia - adunări ale poporului în perioada Republicii Romane, cu atribuții politice, legislative, judecătorești și religioase.
- conductor - categorie de funcționari cunoscuți în Dacia și Moesia romană în sistemul de exploatare a domeniului imperial, din care făceau parte vămile, minele, salinele, pășunile și care era preluat în administrare prin contracte de arendare.
- consecratio - vezi deductio.
- consul - denumirea funcției celor doi magistrați în Republica Romană, care exercitau puterea supremă.
- cubicula - vezi domus.
- cult imperial - cult dedicat împăratului, considerat "zeu în viață" sau semidivinitate și care a fost un element central al ideologiei imperiale, întărind loialitatea față de stat și împărat.
- curie - unitate administrativă, religioasă, militară și politică.
- cursă a carelor de luptă - sport popular în lumea antică, confruntare dură între care de luptă și care se putea încheia cu răni grave sau chiar cu moartea participanților.
- cursus honorum - ierarhia funcțiilor publice (magistraturi) pe care le puteau deține cetățenii romani.
- cursus publicus (sau vehiculatio) - serviciul de poștă al Imperiului Roman.
- cvadrigă - car pe două roți, tras de patru cai, folosit la cursele de circ și la spectacole triumfale; vezi și sestiga.

## D
- damnatio memoriae - la origine era un ansamblu de condamnări post mortem la uitare, utilizat în Roma antică. Prin extensie, cuvântul este utilizat pentru orice condamnare post mortem.
- decanus - grad militar în armata romană, conducător a 10 oameni.
- decumanus - axă de circulație orientată de la est la vest, într-un oraș roman.
- deductio - fundare, demers prin care era trasat un templu menit să consulte voința zeilor (inauguratio), se orienta arterele stradale principale (orientatio), se delimita incinta orașului (limitatio) sau se exprima o consacrare religioasă (consecratio).
- Dominatul - faza de regim monarhic totalitar ce a urmat Principatului în Imperiul Roman; altă denumire: Imperiul Roman Târziu.
- domus - casa romană cu mai multe încăperi: tablinium (dormitor și camera administrativă), alae (aripi), cubicula (dormitor), atrium (curte interioară), cella penaria (magazie), cenaculum (sufrageria), triclinium (camera de primire), hortus (grădina de flori) si eventual tabernae (prăvălie la stradă).
- drahmă - unitate de măsură de circa 3,387 g.
- drept roman - sistem juridic asociat civilizației Romei antice și care a servit drept model pentru sistemele juridice ale multor state moderne.

## E
- Edict privind prețurile maxime - act emis în 301 de către Dioclețian, cu scopul de a reforma regimul fiscal și de a stabiliza moneda.
- emplecton - tip de umplutură folosit în zidăria romană, situat între două straturi exterioare de piatră sau cărămidă.
- eques - vezi cavaler.

## F
- faber - meșteșugar care se ocupa cu prelucrarea materialelor dure (fierar, dulgher, zidar).
- fabrica - atelierele de arme ale statului.
- fascii - (fasces) mănunchi de nuiele de mesteacăn, legat cu o curea în jurul unei securi și purtat de lictorii care însoțeau pe unii magistrați romani.

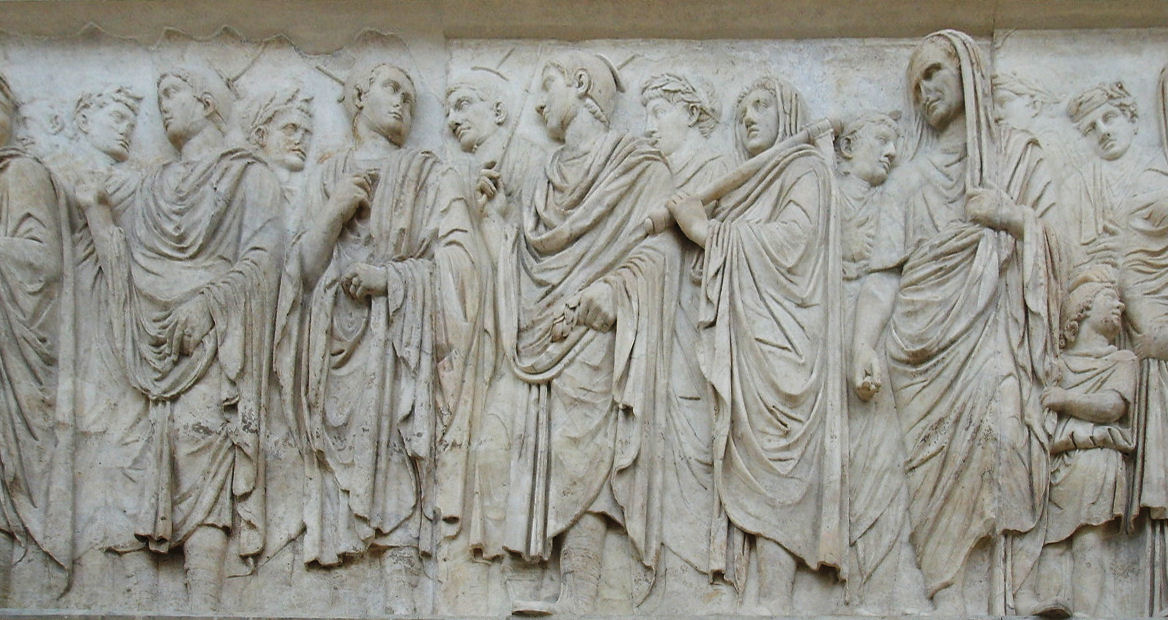
Procesiune de preoți flamines la altarul Ara Pacis

- flamen - preot însărcinat cu oficierea cultului unei divinități din pantheonul roman.
- follis - monedă din bilon, cu conținut foarte scăzut de argint, introdusă prin reforma monetară a lui Dioclețian.
- forum - piață publică a unui oraș, centru al vieții economice și politice a acestuia; se afla, în general, la intersecția străzilor cardo și decumanus.
- fossa - element al unui sistem de fortificații, constând dintr-un șanț cu rol de obstacol.

## G
- garum - un fel de sos condimentat de origine babiloniană; sinonim: liquamen.
- Gâștele Capitoliului -  un eveniment istoric mitificat, în care gâștele sacre ale Capitoliului din Roma ar fi dat alarmă la atacul galilor și ar fi asigurat astfel salvarea Romei.
- genii - divinități cu semnificații legate de protecția unei persoane, regenerare și virtute bărbătească.
- gheara lui Arhimede - dispozitiv folosit pentru scufundarea corăbiilor atacatoare, utilizat și în Al Doilea Război Punic.
- gintă - parte a structurii sociale romane, formată din indivizi care aveau același nume și care pretindeau descendența unui strămoș comun.
- glaudium - sabie dreaptă, cu două tăișuri.
- Gradivus - denumire purtată de zeul Mars.
- Grații, (cele trei ~) - (în mitologia romană) cele trei zeițe considerate ca personificări ale frumuseții și gingășiei feminine.
- groma - instrument topografic utilizat de agrimensorii din Roma antică.

## H
- haruspicia - practică religioasă divinatorie prin care preoții interpretau semnele divine (în special organele interne ale animalelor sacrificate) pentru a prezice viitorul sau a obține îndrumare de la zei.
- honestiores -  categorie care includea cetățenii considerați de către autorități drept mai respectabili sau mai importanți și care aveau adesea privilegii juridice și fiscale superioare față de cei din categoria humiliores.
- horreum (granarium) - magazie de alimente, constructie destinata sa depoziteze alimente, grane, furaje, fructe, etc. cu caracter civil sau militar;
- hortus - vezi domus.
- humiliores - termen care desemna cetățenii considerați mai puțin importanți sau mai puțin respectabili din punct de vedere social și care aveau adesea un statut legal inferior față de honestiores.
- hypocaustum - instalație de încălzire a unor încăperi dintr-o clădire, bazat pe circulația aerului cald pe sub o podea dublă și prin pereți dubli de cărămidă.

## I
- Imperiul Roman Târziu - vezi Dominatul.
- inauguratio - vezi deductio.
- intra muros - expresie cu sensul „înăuntrul zidurilor” (cetății); vezi și extra muros.
- ius comercii - dreptul anumitor persoane străine de a se implica în tranzacții comerciale și de a desfășura afaceri, precum cetățenii romani.

## J
- jocuri apolinare - vezi Ludi Apollinares.
- jus gentium - termen folosit pentru a desemna normele care se aplicau nu doar romanilor, ci și străinilor și care permitea reglementarea relațiilor între romani și non-romani, oferind un cadru juridic pentru comerț, conflicte și alte interacțiuni internaționale.

## L
- leges regiae - legi timpurii romane, considerate încă din Epoca Clasică ca fiind introduse de către regii Romei.
- Legile celor XII table - set de legi expuse pe douăsprezece table de bronz în jurul anului 450 î.Hr. și care au avut o influență semnificativă asupra dezvoltării dreptului roman.
- Legio Thebaica - unitate a armatei romane staționate în Egipt și ai cărei soldați s-au convertit la creștinism.

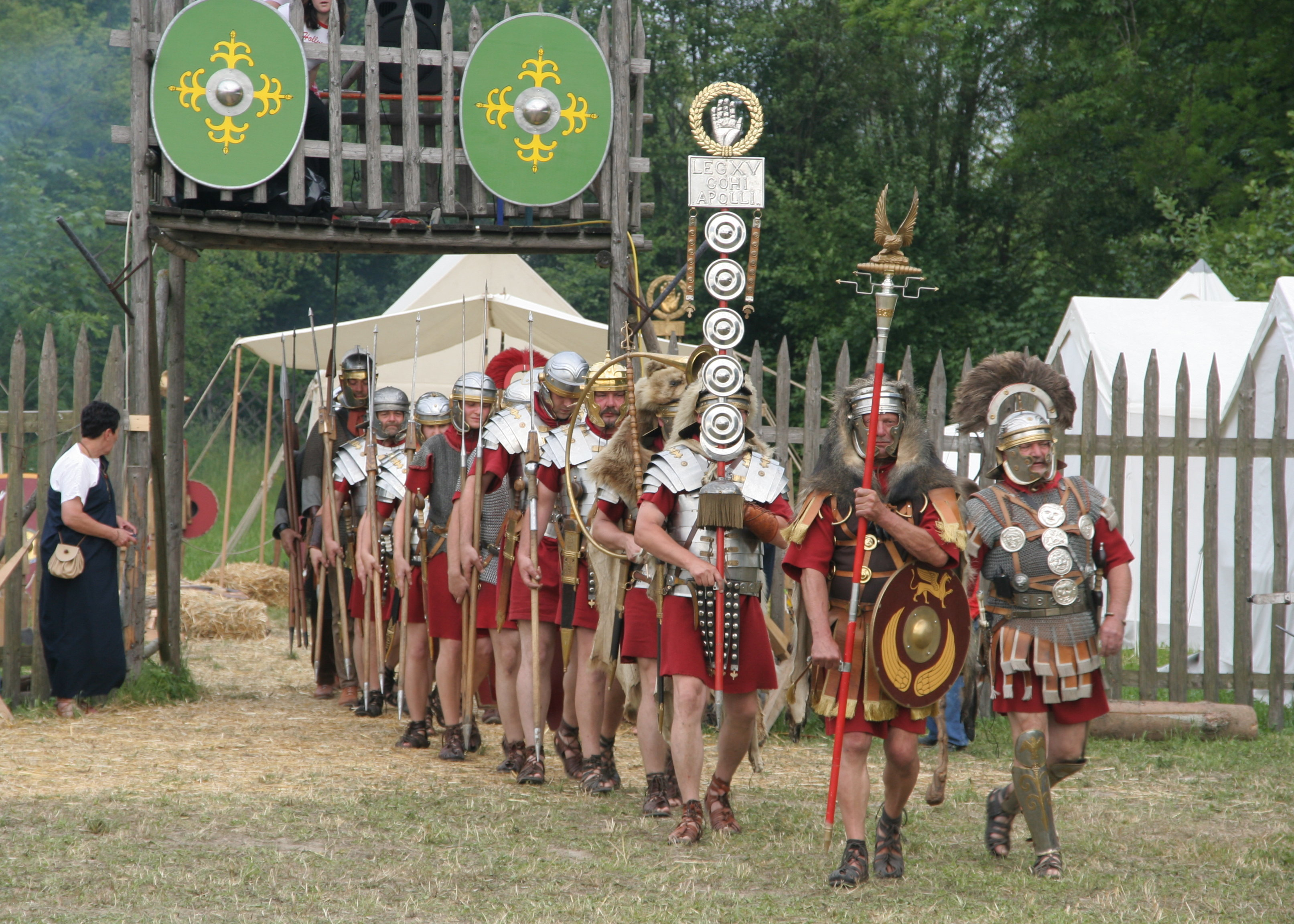
Soldaţi ai uneri legiuni (reconstituire)

- legiune - (legio) unitate militară permanentă de infanterie formată din cetățeni romani și al cărei comandant era ofițer superior de rang senatorial.
- libert - sclav eliberat care primea cetățenia romană, prenumele și numele stăpânului.
- liburnă - navă romană ușoară de luptă sau de transport, cu un singur rând de rame.
- limes - drum despărțitor care delimita un teren sau un teritoriu încă necucerit de Imperiul Roman.
- liquamen - vezi garum.
- litis contestatio - moment în desfășurarea procesului civil și anume exprimarea, de către părțile în litigiu, a pozițiile opuse în fața instanței.
- lucerna - opaiț, dispozitiv de iluminat, confecționat din argilă sau bronz.
- Ludi Apollinares - (jocuri apolinare) jocuri romane⁠(d) organizate anual în onoarea zeului Apollo.

## M
- mansio - loc de popas pentru călători și curieri oficiali de-a lungul unui drum principal.

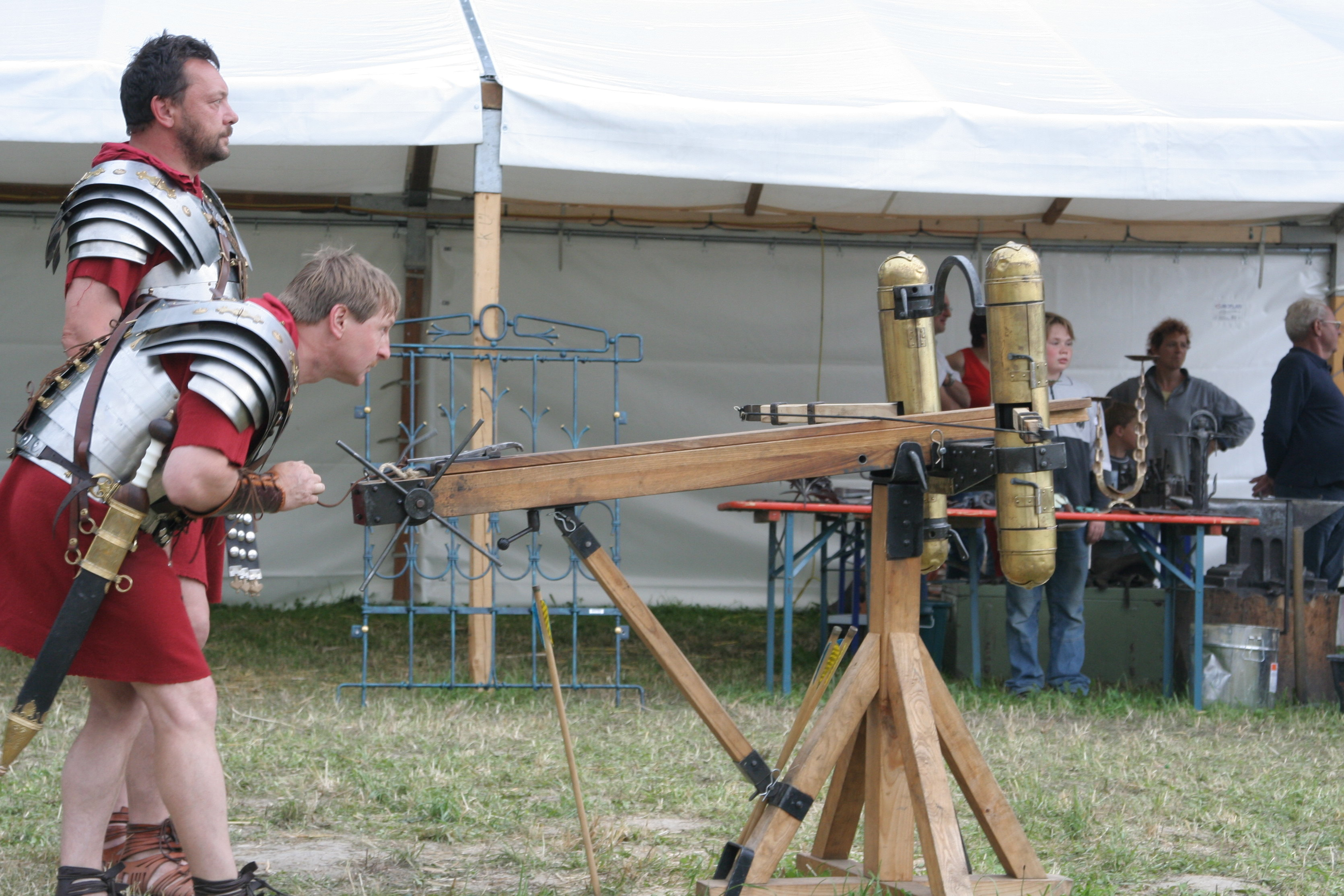
Manubalistă de pe timpul lui Traian

- manubalistă - armă asemănătoare cu arbaleta, capabilă să proiecteze mănunchiuri de săgeți la mare distanță.
- manus - ("trupă", "ceată") în armata romană, în timpul Republicii, corp privilegiat de armată, alcătuind o cohors praetoria, în slujba directă a unui comandant de rang pretorian.
- Magister officiorum - titlu acordat unui înalt funcționar guvernamental responsabil de coordonarea și supravegherea diferitelor birouri și departamente ale administrației imperiale.
- magistru - funcționar al statului.
- Marte - (Mars) fiul lui Iupiter și al Iunonei și una dintre cele trei divinități protectoare ale Romei (alături de Iupiter și de Quirinus).
- milă - (mille passus milliarium) unitate de măsură pentru lungime care, la romani avea valoarea aproximativă de 1.482 m.
- Miliarium Aureum - mic monument simbolic, situat în Forul Roman, care marca punctul zero al Imperiului Roman.
- mortaria - vas de argilă, prevăzut cu pietricele, pentru zdrobirea grâului fiert.

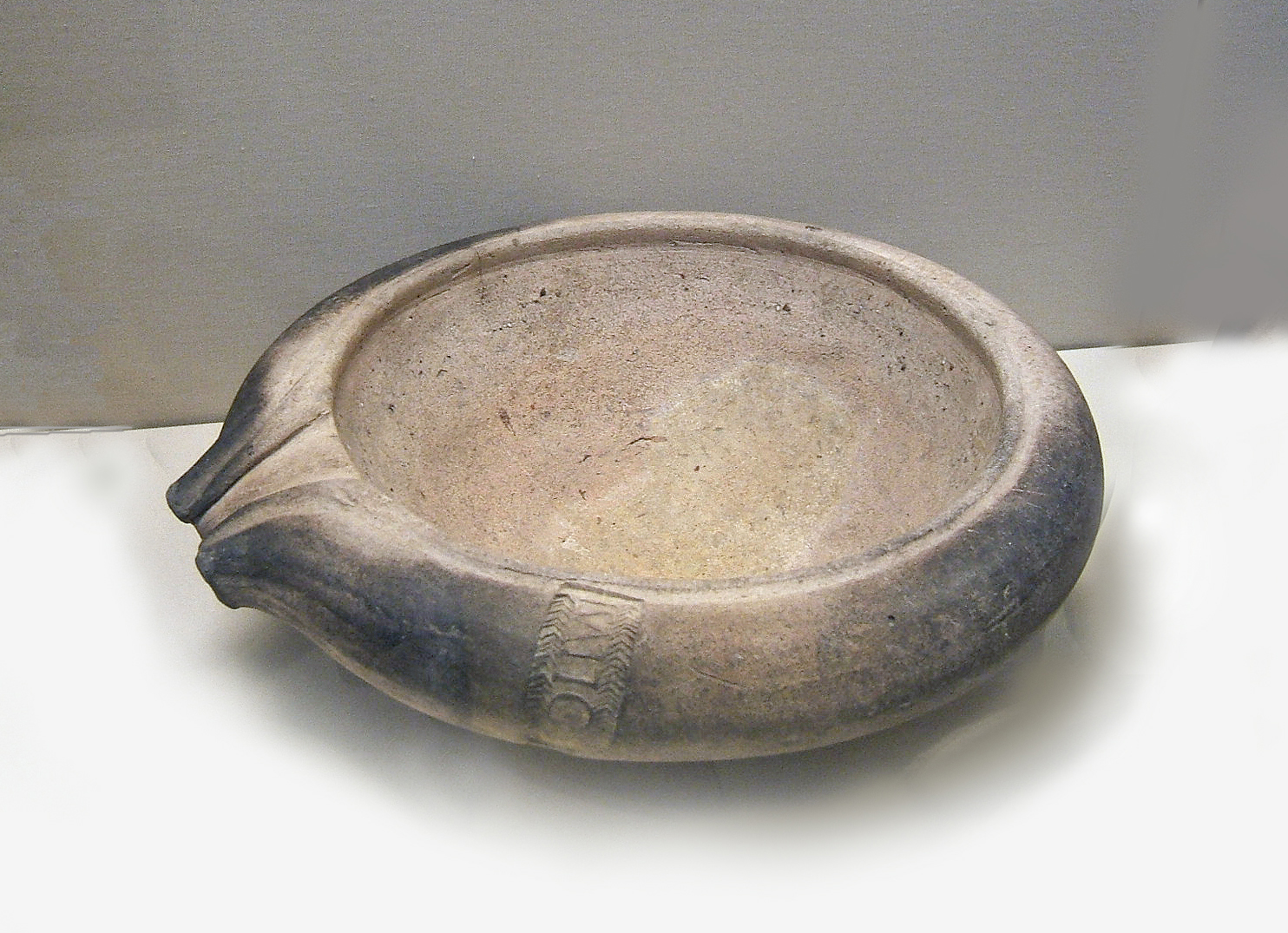
Mortarium cu sigiliul producătorului

- mortarium:

- vas de argilă utilizat pentru amestecul sau fărâmițarea anumitor alimente;
- material de construcție obținut din var și nisip, cărămidă pisată și tuf vulcanic și utilizat ca liant la zidărie (vezi și cocciopesto).
- mos maiorum - concept care se referă la respectul și urmarea tradițiilor, valorilor și normelor stabilite de către strămoși.

## N
- naumachia:

- spectacol reprezentând o luptă navală;
- bazin, lac artificial în care se desfășura o astfel de confruntare.
- nefast:

- strict interzis de legile divine;
- (despre zile)  considerate aducătoare de nenoroc, în care afacerile publice erau suspendate.
- Nobiscum Deus - ("Domnul [să fie] cu noi") strigăt de bătălie în perioada Imperiului Roman târziu și a celui Bizantin.
- novela -  dispoziție suplimentară care se adaugă la o lege cuprinsă într-o codificare anterioară (în dreptul roman).
- numerus - formațiune militară neregulată, ai carei soldați erau recrutați dintre populațiile barbare care își păstrau armele naționale și un specific național de luptă.

## O
- obolus - unitate de măsură a masei, echivalentă cu trei boabe de roșcov (circa 0,56 g).
- officinae - atelier de produse meșteșugărești de lux ce utiliza munca aservită.
- officinatores - proprietari de ateliere meșteșugărești.
- officium - birou militar, în cadrul căruia lucrau liberții și sclavii.
- Optimates - facțiunea aristocratică a Republicii Romane târzii.
- opus incertum - tehnică de construcție care descrie un tip de zidărie în care pietrele sau cărămizile sunt dispuse într-un mod aparent aleatoriu, cu partea netedă la exterior.
- opus signinum - vezi cocciopesto.
- opus vittatum - tehnică de zidărie romană, care constă în utilizarea de blocuri de tuf alternate cu cărămizi.
- ordin compozit - ordin arhitectonic mixt folosit de romani, care combină volutele capitelului ordinului ionic cu frunzele de acantă ale ordinului corintic.

## P
- pagus - subdiviziune teritorială tribala, ale carei caracteristici variau de la o perioadă la alta a Imperiului.
- pală - (palla) bucată de pânză dreptunghiulară pe care și-o puneau peste rochie femeile romane.
- palestră - loc public special destinat pentru practicarea gimnasticii, luptelor etc.

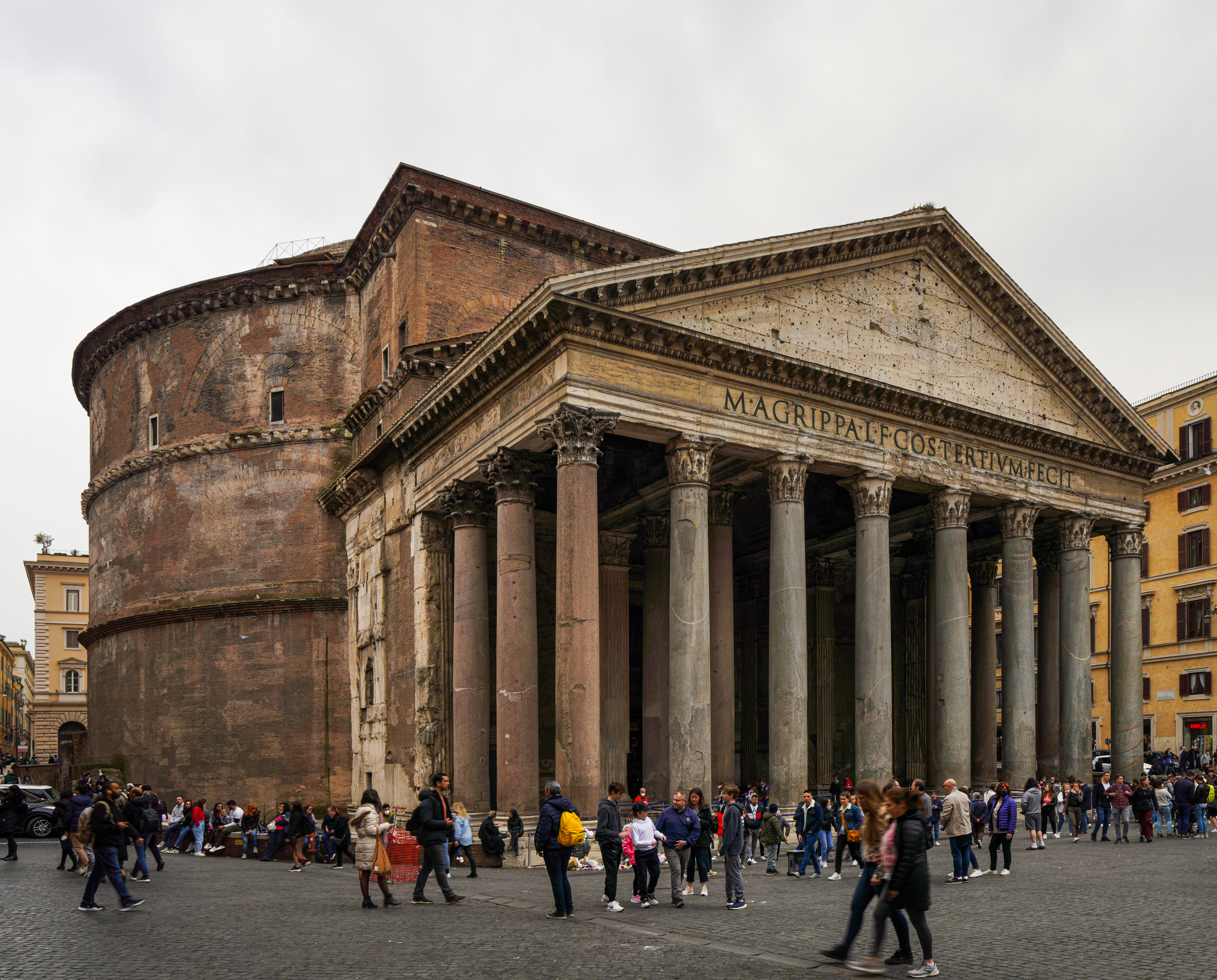
Panteonul din Roma

- panteon - templu dedicat tuturor zeilor; exemplu: Panteonul din Roma.
- patron - patrician roman considerat în raport cu liberții și cu clienții săi.
- prefectul pretoriului - liderul Gărzii Pretoriene, unul dintre cei mai importanți oficiali ai statului roman, având inițial funcții militare, iar ulterior și atribuții administrative și judiciare.
- pretor - magistrat cu înalte atribuții judiciare (și care adesea guverna o provincie romană).
- piatră miliară - bornă rutieră din piatră, destinată la marcarea distanțelor pe traseul principalelor drumuri romane din Italia și din provinciile romane.
- pomerium - limita religioasă și juridică a unui oraș, trasata cu o brazdă (sulcus primigenius) în momentul intemeierii acestuia.
- poporul roman - (populus Romanus) totalitatea cetățenilor romani care participau la viața politică și erau organizați în adunările populare (comitia); ulterior, prin Constitutio Antoniniana, la aceștia se adaugă și locuitorii provinciilor care primeau treptat cetățenie romană.
- prostituția în Roma antică - practică tolerată și reglementată de statul roman, fiind considerată o activitate necesară pentru menținerea ordinii sociale, prostituatele fiind trecute într-un registru numit vectigal meretricium.

## Q
- Quirinus - veche divinitate războinică, de origine sabină, identificată uneori cu zeul Mars, alteori cu Ianus.

## R
- rescript - răspuns scris oferit de împărat, la cererea unui individ sau a unei comunități, care solicita clarificarea sau interpretarea unei probleme juridice.
- Roma (zeiță) - divinitate feminină care personifică orașul Roma și puterea romană.
- rutuli - popor din Italia preromană, așezați pe coastele Latiumului, la sud de Roma, a căror capitală era Ardea.

## S
- sacerdos - preot de rang mediu.
- sagittari - trupe auxiliare de arcași grupate in cohortes și numeri.
- sanitația (în Roma antică) - unul dintre cele mai avansate sisteme de salubritate ale lumii antice, incluzând apeducte, canalizare, băi publice și latrine organizate și care au contribuit la igiena și sănătatea populației.
- saturnalii - festivități organizate anual pe 17 decembrie în cinstea lui Saturn și care durau o săptămână.
- scrupulum - unitate de măsură egală cu 1/3 dintr-o drahmă (circa 1,29 g).
- Senat - organ superior de conducere a statului în timpul republicii; (sub imperiu) consiliu consultativ cu un rol politic minor.
- sestiga - car triumfal tras de șase cai, în general pentru celebrarea unei victorii; vezi și cvadrigă.
- schola - locul unde se întâlneau filozofii și literații, dascălii și elevii.
- socii  -triburile autonome și orașele-stat din Peninsula Italică care au fost în alianță permanentă cu Republica Romană până în timpul Războiului Social (91-88 î.Hr.).
- solidus - monedă de aur introdusă în circulație sub Constantin cel Mare, în 309 și care a continuat să fie emisă în Imperiul roman (perioadă romană și bizantină) până la reforma monetară a lui Alexie I Comnenul.
- Sol Invictus - zeu al Soarelui în Imperiul Roman târziu.

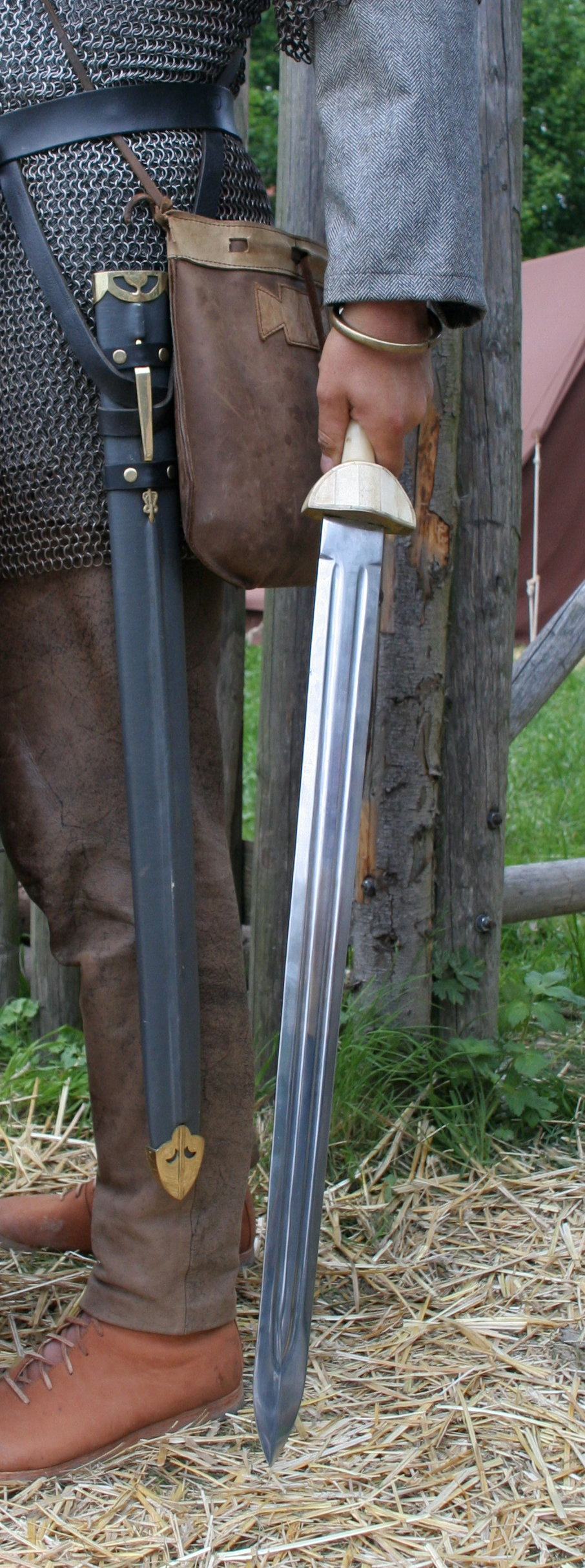
Spatha

- spatha - tip de sabie lungă de aproape un metru.
- stibadium⁠(en)[traduceți] - bancă, pat semicircular.

## Ș
- Șapte coline ale Romei, cele ~ - dealuri situate la est de Tibru, în zona capitalei italiene.

## T
- tabernae - vezi domus.
- tablinium - vezi domus.
- tăbliță cerată - tăbliță de lemn acoperită cu ceară, pe care romanii își făceau însemnări, calcule.
- tessera, tesserae - în latină, mic cub de piatră folosit la crearea mozaicurilor.

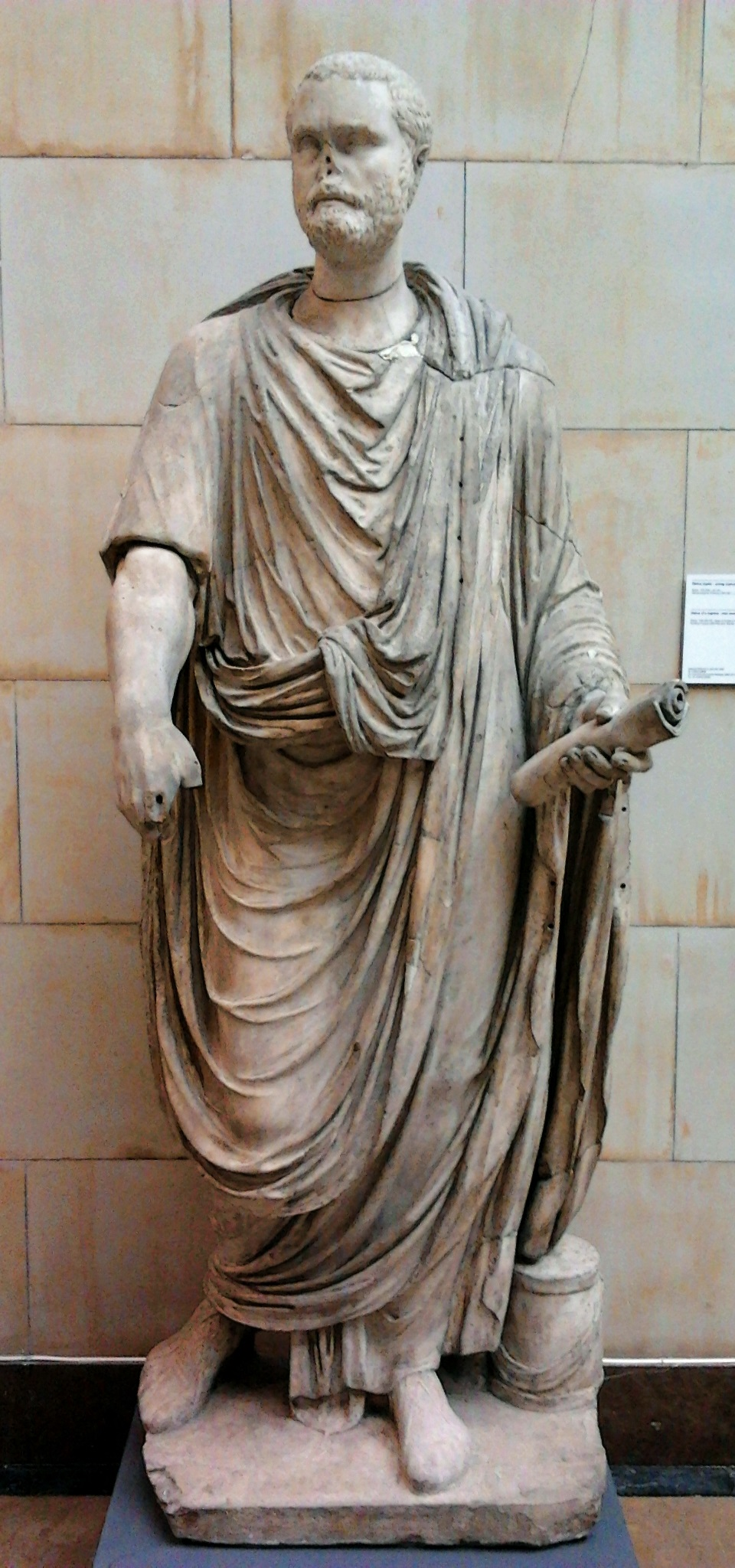
Cetățean purtând togă

- togă - articol de îmbrăcăminte, mantie largă fără mâneci, care se înfășura în jurul corpului, pornind de la umărul stâng și lăsând descoperit brațul drept și purtată peste tunică.
- tresviri monetales - colegiu format din trei magistrați care supervizau baterea monedei sub Roma Antică.
- triarii - membri ai armatei romane timpurii din perioada Republici Romane care purtau armuri grele din metal și scuturi mari.
- triclinium - vezi domus.
- tunică - haină bărbătească largă, lungă până la genunchi sau până la glezne.

## U
- Umbilicus Urbis Romae sau Mundus - mic monument care marca centrul teoretic și simbolic al Romei, situat în Forumul Roman.

## V
- Velia - colină mică din Roma situată între colinele Palatin, Esquillin și Forumul Roman, spre care coboară Via Sacra. Numele său a dispărut din lista celor Șapte coline din Roma clasică întrucât aproape a dispărut din peisajul urban
- veteran(us) - soldat liberat după terminarea serviciului militar și care obținea o serie de privilegii.
- Via Appia - drum care lega orașele Roma, Brindisi și Apulia din sud-estul Italiei.
- Via Egnatia - drum roman antic care trecea prin provinciile romane Iliric, Macedonia și Tracia.
- Via Pontica - drum roman din Peninsula Balcanică, care lega Bosforul și Dunărea.

## X
- xylospongium⁠(en)[traduceți] - vergea de lemn prevăzută cu un burete, pentru ștergere în zona intimă după defecare.